# Centrale nucleare di San Onofre
La centrale nucleare di San Onofre è una centrale nucleare americana, situata a San Clemente nella Contea di Orange in California.

## Problemi ai generatori di vapore e chiusura dell'impianto
La SCE ha deciso alla fine degli anni 2000 di sostituire i generatori di vapore dopo uno studio costi-benefici. I generatori sono stati sostituiti, ma dopo circa 1 anno di funzionamento, sono state riscontrate piccole perdite di vapore da un certo numeri di tubi in pressione. I due reattori sono stati quindi spenti per fare maggiori indagini, riscontrando che le perdite erano dovute ad una eccessiva usura dei tubi dovute a vibrazioni.
Dopo mesi di analisi e test, nell'ottobre 2012 la SCE ha presentato alla Nuclear Regulatory Commission un progetto per riavviare almeno il secondo reattore, anche a potenza ridotta. Sono iniziate allora le procedure di valutazione del progetto, che hanno compreso anche vari dibattiti pubblici, ma non essendoci state sicurezze sulla data di un riavvio, la società ha scelto di spegnere la centrale. In questa situazione, tenere l'impianto pronto per essere riavviato è una spesa a fondo perduto per la SCE, che deve sobbarcarsi altri costi per produrre l'elettricità in modi alternativi e per le operazioni di riparazione. Così la società ha deciso che è più conveniente rinunciare a riavviare i due reattori: «La centrale ha servito la regione per oltre 40 anni, ma siamo arrivati alla conclusione che le continue incertezze sul quando e sul se potrà riprendere l'attività non sono buone per i nostri clienti, i nostri investitori e la necessità di fare una programmazione per il fabbisogno a lungo termine della regione», ha dichiarato Ted Craver, amministratore delegato della Edison International, che controlla la SCE.